# Igelström
Ätten Igelström har samma ursprung som ätterna Appelbom, Fägerstierna och Strömfelt och skall härstamma från en borgare Bengt Haraldsson i Nylödöse som enligt obestyrkta 1600-talsuppgifter var bror till biskopen Magnus Haraldsson som 1529 lämnade Sverige på grund av bibehållandet av sin katolska tro. Bengt Haraldsson var far till tullskrivaren i Älvsborg Harald Bengtsson vilken blev far till Anders Appelbom och Bengt Haraldsson (1579–1639/1640) som arrenderade Gäsene härad av kronan 1626–1632 och fick 1615 kronohemmanet Iglabo som livstidsförläning.
Bengt Haraldssons son var guvernementskamreraren i Livland Harald Bengtsson (1604–1678), som adlades den 7 juli 1645 med namnet Igelström och introducerades 2 mars 1647 under nr 320. 
Harald Bengtssons sonson kornetten Harald Igelström flydde 1700 till Polen sedan han begått dråp på en slaktardräng i Dorpat. Hans gods i Livland drogs in till kronan men hans barn återfick dem sedan området kommit under ryskt styre.
Ätten upphöjdes 5 mars 1739 i polsk friherrlig värdighet och huvudmannagrenen, den enda i dag kvarlevande, 29 juni 1792 i tysk riksgrevlig värdighet.
Ätten som efter adlandet inte varit representerad i Sverige, var inskriven på riddarhusen i Livland och Estland med namnet von Igelstrom. Den fortlever i dag i Tyskland och skriver sig där von Igelstroem.

## Kända personer ur släkten Igelström
- Gustaf Henrik Igelström (1695–1771), friherre, livländskt lantråd (1747–1759)
  - Otto Henrik Igelström (ryska: Osip Andrejevitj Igelström) (1737–1823), greve, rysk diplomat och general
- Konstantin Gustavovitj Igelström, (1799–1851)
- Anders (Andrej) Igelström (1860–1928), rysk bibliotekarie vid Helsingfors universitets Ryska bibliotek, journalist, politisk aktivist